# يو إف سي ليلة القتال: كانونير ضد رودريغيز
يو إف سي ليلة القتال: كانونير ضد رودريغيز (بالإنجليزية: UFC Fight Night: Cannonier vs. Rodrigues) (المعروف أيضًا باسم يو إف سي يو إف سي ليلة القتال 251 وفيغاس 102 ويو إف سي على إي إس بي إن+ 109) هو حدث لفنون القتال المختلطة نظمته يو إف سي، وأُقيم في 15 فبراير 2025، على يو إف سي أبيكس في إنتربرايز، نيفادا، وهي جزء من منطقة لاس فيغاس الحضرية، الولايات المتحدة.

## الخلفية
من المتوقع أن يتصدر نزال الوزن المتوسط بين المنافس السابق على بطولة يو إف سي للوزن المتوسط جاريد كانونير وبطل بطولة القتال التراثية للوزن المتوسط السابق غريغوري رودريغيز الحدث.
كان من المقرر أن يُقام نزال في وزن الذبابة للسيدات بين الفائزة المقاتل النهائي: فريق بينيا ضد فريق نونيز في وزن الذبابة جوليانا ميلر وكارلي جوديس في هذا الحدث. ومع ذلك، انسحبت ميلر من النزال بسبب إصابة، لذلك تم إلغاء النزال وتم حجز جوديس لحدث آخر.
كان من المقرر إقامة نزال في الوزن المتوسط بين يعقوب ملكون ورودولفو فييرا في هذا الحدث. ومع ذلك، انسحب مالكون من النزال بسبب إصابة غير معلنة. وتم استبداله بأندريه بتروسكي.
كان من المقرر أن يُقام نزال في الوزن المتوسط بين رينات فخر الدينوف وبطل بطولة القتال التراثية للوزن المتوسط السابق غابرييل بونفيم في هذا الحدث. ومع ذلك، انسحب فخريتدينوف من النزال بسبب إصابة غير معلنة وتم استبداله بخاوس ويليامز.
كان من المقرر إقامة نزال في وزن الوسط بين بيلي جوف ونيكولاي فيريتنيكوف في هذا الحدث. ومع ذلك، انسحب فيريتنيكوف من النزال لأسباب غير معروفة وتم نقل جوف إلى حدث يو إف سي ليلة القتال: سيجودو ضد يادونغ بعد أسبوع واحد لمواجهة آدم فوجيت كبديل.
كان من المقرر إقامة نزال في الوزن الخفيف بين جارد غوردون وكاوي فرنانديز في هذا الحدث. ومع ذلك، انسحب فرنانديز من النزال بسبب مشاكل التأشيرة وتم استبداله بالوافد الجديد الترويجي ماشرابجون روزيبويف. بدوره، على الرغم من أن جوردون فقد بعض الوزن، تم إلغاء النزال بسبب مرض روزيبويف.

## الجوائز الإضافية
حصل المقاتلون التاليون على مكافآت بقيمة 50 ألف دولار.
- قتال الليلة: جاريد كانونير ضد غريغوري رودريغيز
- أداء الليلة: إدمن شاهبازيان وغابرييل بونفيم